# Gregor Brandmüller

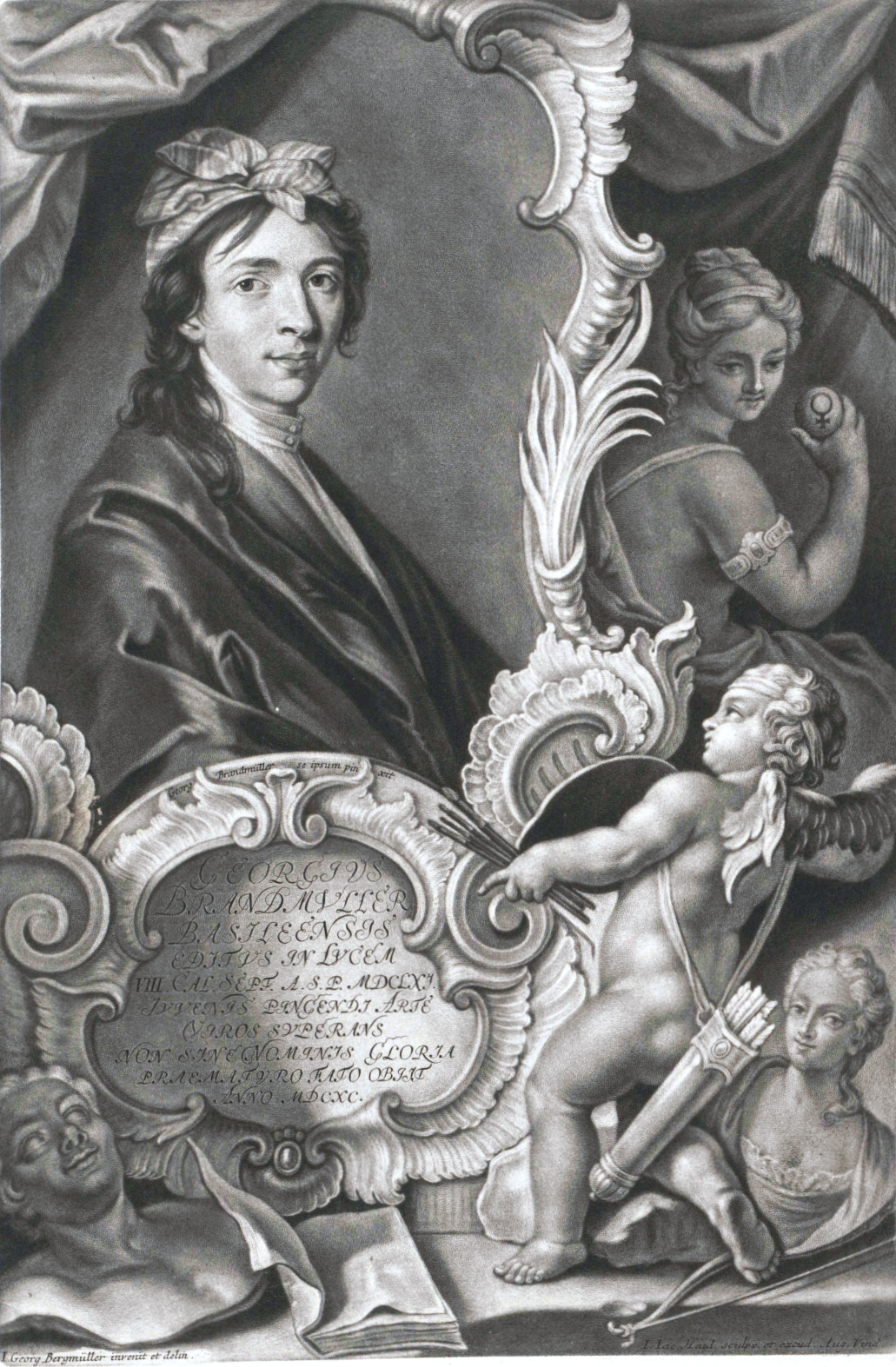
Selbstbildnis Brandmüller, Zeichner Johann Georg Bergmüller

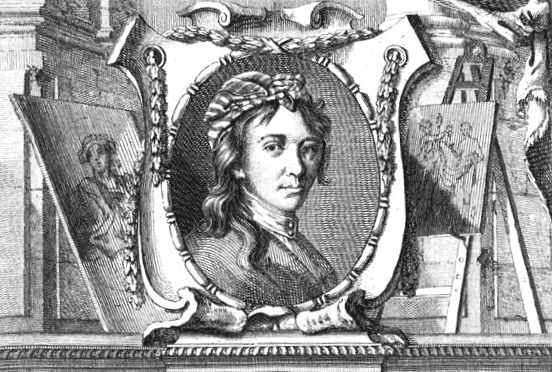
Gregoire Brandmuller im Band IV von Jean-Baptiste Descamps «La Vie des Peintres…»

Gregor Brandmüller (* 25. August 1661 in Basel; † 7. Juni 1691 ebenda) war ein Schweizer Maler. Er war als führender Porträtist und Historienmaler insbesondere für den markgräflich-badischen und den württembergischen Hof tätig. «Bewunderung verdienen seine lebendig und in eindrücklicher Charakteristik gemalten Porträts.»

## Leben und Wirken
Gregor Brandmüller war ein Sohn des gleichnamigen Goldschmieds und Ratsherren sowie der Anna Polybia Staehelin. Er heiratete 1686 Anna Catharina Hummel.
Nach einer Lehre beim Porträtisten Hans Caspar Meyer (1648–1685) in Basel arbeitete er von 1678 bis 1680 im Atelier von Charles Le Brun in Paris. Er wurde 1681 von diesem wieder nach Paris berufen, um an der Ausmalung des Schlosses von Versailles mitzuhelfen. 1684 erhielt er an der Académie zwei Goldmedaillen und drei Preise, unter anderem den Premier Grand Prix. Gregor Brandmüller gewann 1684 den Prix de Rome mit seinem Gemälde Enosch, der Sohn des Set beginnt den Namen des Herrn anzurufen (Enos fils de Seth, commence à invoquer le nom du seigneur) und bekam dadurch ein Stipendium für eine Studienreise nach Rom, wo er 1884 in der Villa Medici lebte. Ab 1685 zog er wieder nach Basel um und wurde dort 1686 Teil der Zunft. Eine von Descamps und Durdent erwähnte Reise nach Prag scheint nicht stattgefunden zu haben, dagegen war er kurz in England und Holland.

## Bekannte Werke

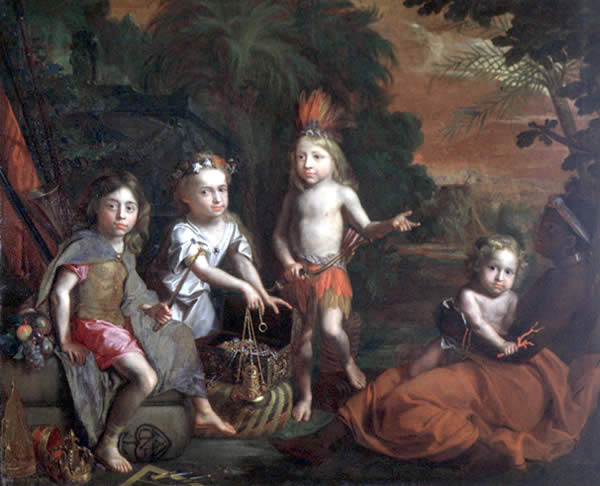
Gregor Brandmüller: Les Trésors de l’Amérique, Musée du Nouveau Monde, La Rochelle

Im Museum der Neuen Welt (Musée du Nouveau Monde) in La Rochelle hängt das Bild Die Schätze Amerikas (Les Trésors de l’Amérique) von 1682. 
Es zeigt die Porträts von vier Kindern des Auftraggebers, der sein Geld vermutlich auf Kosten von Afrika auf der ganzen Welt gemacht hat. Das Kind auf den Armen seiner schwarzen Amme mit einem Sklaven-Halsring repräsentiert allegorisch Afrika, links davon symbolisiert das indianische Kind Amerika, dessen Schätze in dem indianischen geflochtenen Korb liegen, neben dem europäischen Kind und dem in Seide gekleideten asiatischen Kind.
Eines seiner bekanntesten Werke ist die Kreuzabnahme in der Kapuzinerkirche von Dornach SO.